# Christoph Drollinger
Christoph Drollinger; auch Christof Drollinger (* 31. Oktober 1861 in Knielingen bei Karlsruhe, Baden-Württemberg, Deutschland; † 16. April 1943 in Frutigen, Kanton Bern, Schweiz) war ein deutscher evangelischer Geistlicher und einer der Begründer der Schweizer Gemeinde für Urchristentum, einer evangelischer Freikirche mit pfingstlicher Ausrichtung.

## Leben
Christoph Drollinger war der Sohn des Bäckermeisters Jakob Drollinger und dessen Ehefrau Juliana Margaretha (geb. Schempp).
Er besuchte das Gymnasium in Heilbronn und immatrikulierte sich für ein Theologiestudium an der Universität Leipzig, der Universität Greifswald, 1884 an der Universität Rostock mit Vorlesungen bei Heinrich von Stein sowie der Universität Halle mit Vorlesungen bei Rudolf Haym und der Universität Tübingen mit Vorlesungen bei Christoph von Sigwart und Edmund von Pfleiderer.
Ab 1889 war er Pfarrer in der evangelisch-badischen Landeskirche, unter anderem von 1897 bis 1906 in Staffort-Büchenau und zuletzt in Ispringen, wo es wegen seiner handfesten Predigten gegen die Unsittlichkeit zu einem Zerwürfnis mit der sozialdemokratischen Fraktion der Gemeinde kam.
Nachdem er 1916 vorzeitig in den Ruhestand versetzt worden war, kaufte er in Frutigen das Chalet Blüemlisalp im Vordorf. Er gründete 1927 in Frutigen eine Hausgemeinde und predigte in Stubenversammlungen, an Bibel- und Rüstwochen und Konferenzen im ganzen Berner Oberland und im Emmental. In seinen Auslegungen lehrte er, dass sich nach dem Neuen Testament alle Christen für die vom Heiligen Geist gegebenen Begabungen öffnen sollten, und folgerte daraus, dass Krankenheilungen, Reden in fremden Zungen, Vision und Prophetie die logischen Folgen echter Bekehrung und Geistestaufe seien.
Mit Gleichgesinnten aus den Hausgemeinden, auch derjenigen in Frutigen, gründete er 1942, gemeinsam mit seiner Frau, dem reformierten Pfarrer Robert Willenegger und dem methodistischen Laienprediger Johannes Widmer, die Gemeinde für Urchristentum (heute: BewegungPlus), die zu den Pfingstlichen Freikirchen gehörte.

## Familie
Christoph Drollinger war mit Agnes Clara (* 10. April 1872), Lehrerin und Tochter des Neuenburger Pfarrers Emile Pettavel (1838–1917), auch Pitterel, verheiratet.

## Schriften (Auswahl)
- Ich will Dich preisen, Du ew’ge Liebe! Selbstverlag, Ispringen 1911.
- Samuel Delattre, Christoph Drollinger: Die Propheten der Cevennen und der Camisardenkrieg 1701–1704. Frutigen 1930.
- Die Anthroposophie Dr. Rudolf Steiners eine seelengefährliche Irrlehre! Buchdruck G. Maurer, Spiez 1933.
- Offener Brief an den Professor der evangelisch-protestantischen Theologie an der Universität in Bern, Herrn Prof. Eymann. Frutigen 1934.